# Harold Smith
Edwin Harold Smith (Ontario, 19 de fevereiro de 1909 – La Jolla, 5 de março de 1958) é um saltador estadunidense, campeão olímpico.

## Carreira
Ele competiu nos Jogos Olímpicos de Verão de 1932 em Los Angeles e venceu a prova masculina de plataforma de 10 metros com a pontuação total de 124.80. Na mesma edição, conseguiu a medalha de prata no trampolim de 3 metros. Durante a Segunda Guerra Mundial, serviu como capitão do Corpo de Fuzileiros Navais dos Estados Unidos. Foi introduzido no International Swimming Hall of Fame em 1979.